# Girl Power! Live in Istanbul
Girl Power! Live in Instanbul fue la primera serie de importantes conciertos efectuados por el grupo británico Spice Girls, en 1997. Los conciertos, organizados por Pepsi como parte del patrocinio del grupo de tratar, se realizaron en el Abdi İpekçi Arena el 12 de octubre y 13 en Estambul, Turquía. 
El VHS oficial no incluye todas las canciones del concierto, omite "Something Kinda Funny", "Saturday Night Divas", "Stop", "Too Much", "Love Thing" y "Mama". El VHS, sin embargo, incluye entrevistas con las chicas y las escenas tras bastidores. Aunque el primer concierto fue totalmente en vivo, las voces fueron dobladas en un estudio en todas las canciones para la versión en video de la actuación. En 1998 la empresa Mégaphone lanzó un CD con el concierto completo de 15 canciones en formato audio con las voces dobladas de la edición en video titulado Spice Songs. 
Un DVD del concierto se puso a disposición en el Reino Unido el 10 de diciembre de 2007 para coincidir con la liberación de los álbum Greatest Hits, exclusivamente en tiendas Woolworths en todo el mundo; el DVD estaba disponible por £ 4.97, cuando se adquería con el CD o CD / DVD del álbum Greatest Hits, pero está disponible por separado. Cuenta con el documental "Girl Talk" , una cuenta regresiva para el concierto, y las 9 canciones ya disponibles en el VHS. 

## Repertorio
1. "If U Can't Dance"
2. "Who Do You Think You Are"
3. "Something Kinda Funny"
4. "Saturday Night Divas"
5. "Say You'll Be There"
6. "Step to Me"

Cambio de Vestuario
1. "Naked"

Cambio de Vestuario 
1. "2 Become 1"
2. "Stop"
3. "Too Much"

Cambio de Vestuario 
1. "Spice Up Your Life"
2. "Love Thing"
3. "Mama"

Encore 
1. "Move Over"
2. "Wannabe"

## Fechas del Tour
| Asia               |          |         |                   |
| 12 de octubre 1997 | Estambul | Turquía | Abdi İpekçi Arena |
| 13 de octubre 1997 | Estambul | Turquía | Abdi İpekçi Arena |

## Broadcast
El concierto completo fue transmitido por primera vez el 17 de enero de 1998 a las 9 p.m (ET) en el canal Showtime en un evento de pay-per-view. Dicha transmisión fue titulada Spice Girls In Concert Wild!
El concierto se transmitió por Fox Family Channel el domingo, 16 de agosto de 1998, a las 6:00 PM. La emisión se titulaba Spice Girls - Wild! Concierto en trivialidades y que figuran antes y después de los anuncios y escenas tras bambalinas, además de establecer la lista. El espectáculo fue de dos horas de duración con la publicidad y logró recibir una calificación de 1,8 hogares cuando salió al aire a pesar de estar en contra de cuatro horas MTV especial y un concierto Spice Girls transmitiendo el mismo fin de semana. Todas las canciones de la lista fija a excepción de "Naked" se difundieron durante la emisión.